# Уварова, Нелли Владимировна
Не́лли Влади́мировна Ува́рова (род. 14 марта 1980, Мажейкяй, Литовская ССР, СССР) — российская актриса

 театра, кино, телевидения и дубляжа. Наиболее известна по роли Кати Пушкарёвой в телесериале «Не родись красивой».

## Биография

### Ранние годы
Родилась 14 марта 1980 года в литовском городе Мажейкяй в русско-грузинско-армянской семье.
Отец — Владимир Георгиевич Уваров — инженер-технолог, мать — Галина Григорьевна Уварова (до замужества Халатова), по профессии экономист, в прошлом спортсменка, кроме работы по основной специальности, преподавала спортивную гимнастику. Старшая сестра Елена.
Нелли было два года, когда семья переехала в Тбилиси, где жили родители матери. Когда ей исполнилось 9 лет, Грузия вступила в период политической нестабильности, которая переросла в межэтнические конфликты и гражданскую войну. В этих тяжёлых условиях семья прожила 5 лет. В 1994 году они переехали в Москву, где оказались в статусе беженцев, не было ни жилья, ни денег, ни работы. Но постепенно все трудности были преодолены. В 1997 году Нелли окончила школу и поступила на актёрский факультет ВГИКа.
Окончила ВГИК в 2001 году (мастерская Г. Г. Тараторкина).

### Карьера
С 1999 года Уварова начинает сниматься в кинолентах.
С 2001 года служит в Российском академическом Молодёжном театре (РАМТ), где играет разноплановые роли от Элли в «Волшебнике изумрудного города» до Натали Герцен в «Береге Утопии». Является одной из ведущих актрис Российского академического Молодёжного театра (РАМТ).
В 2004 году получила премию за лучшую женскую роль на Международном фестивале «Радуга» (Моноспектакль «Правила поведения в современном обществе»). После выхода этого спектакля актрису номинировали на премию «Золотая маска».
В 2005 году актрису приглашают на главную роль сериала «Не родись красивой», в котором Нелли исполняет роль «очаровательной дурнушки» — Екатерины Пушкарёвой. На съёмочной площадке работает вместе с родной сестрой Еленой Уваровой. Елена — художник по костюмам.
В 2006 году на экраны выходит первый полнометражный фильм с участием Нелли Уваровой (не считая эпизода в «Бумере») «Я остаюсь» Карена Оганесяна.
В 2007 году получает приглашение на роль Веры в 40-серийном сериале «Атлантида», который с успехом прошёл на канале СТС (Россия) и «1+1» (Украина).
В 2011 году становится идейным вдохновителем и организатором социального бизнес-проекта «Наивно? Очень» — сначала был создан интернет-магазин для продвижения изделий ребят с тяжёлыми ограничениями жизнедеятельности, проходящих обучение мастерству в творческих мастерских Колледжа № 21. Затем появились свои производственные и творческие мастерские, рабочие места и свой магазин, уже в реальности.
В 2016 году в паре с танцором Евгением Раевым приняла участие в шоу телеканала «Россия» «Танцы со звёздами». Их пара заняла в этом проекте 2 место и получила приз зрительских симпатий.

### Личная жизнь
- Первый брак (2005—2009) с режиссёром Сергеем Пикаловым[12].
- Второй брак (2011 — наст. время) с актёром Александром Гришиным[13].
  - Дочь Ия (род. 7 апреля 2011).
  - Сын Игнатий (род. 1 ноября 2016)[14].

## Творчество

### Роли в кино
| Год  |     | Название                     | Роль                                        |
| ---- | --- | ---------------------------- | ------------------------------------------- |
| 1999 | кор | Полетели                     | Марта                                       |
| 2002 | с   | Главные роли                 | Юлия                                        |
| 2004 | ф   | Ангел на обочине             | снималась                                   |
| 2005 | с   | Не родись красивой           | Екатерина Пушкарёва                         |
| 2006 | с   | В круге первом               | Нинель                                      |
| 2007 | ф   | Я остаюсь                    | Евгения Тырса                               |
| 2007 | с   | Атлантида                    | Вера Степнова                               |
| 2008 | с   | Тяжёлый песок                | Дина Ивановская                             |
| 2008 | ф   | Закрытые пространства        | Тамара                                      |
| 2008 | ф   | Таинственный остров          | Ольга                                       |
| 2009 | ф   | М+Ж                          | Вероника                                    |
| 2009 | ф   | Москва.Ру                    | Елена                                       |
| 2010 | ф   | Близкий враг                 | Мария                                       |
| 2010 | ф   | Мамочки                      | Мадина                                      |
| 2010 | ф   | Берег утопии / Bereg utopii  | Натали Герцен, жена Александра Герцена      |
| 2012 | с   | Не плачь по мне, Аргентина!  | Катя                                        |
| 2012 | с   | Мамочки 2                    | Мадина                                      |
| 2012 | с   | Бывшая жена                  | Наталья Мельник                             |
| 2012 | с   | Башня: Новые люди            | Лариса                                      |
| 2014 | с   | Пузаны                       | снималась                                   |
| 2015 | с   | Спутники                     | Фаина                                       |
| 2016 | с   | Расплата                     | Мария Александровна Здорская, психоаналитик |
| 2017 | с   | Адаптация                    | Вика                                        |
| 2018 | кор | Твою мать!                   | Лена                                        |
| 2019 | с   | Закрытый сезон               | Ольга                                       |
| 2020 | с   | Последний министр            | Раиса, жена Тихомирова                      |
| 2022 | ф   | Американец                   | Сона                                        |
| 2023 | с   | Содержанки (четвёртый сезон) | Илона                                       |
| 2025 | с   | Между нами химия             | Марина (тётя)                               |

### Съёмки в клипах
- 1998 — «Ребята с нашего двора» («Любэ»)
- 2005 — «Если в сердце живёт любовь» (Юлия Савичева)

### Озвучивание
- 2004 — «Марина Цветаева. Страсти по Марине»
- Лисистрата
- Волшебник Изумрудного города — Элли
- Артур и минипуты — принцесса Селения
- Горе от ума — Елизавета

### Театральные работы
РАМТ
- 1989 год — «Приключения Тома Сойера» Марка Твена Тимоти Мейсона. Режиссёр: Джон Крэнни (США) — Эми Лоренс
- 1998 год — «Маленький лорд Фаунтлерой» Ф. Бернетт. Режиссёр: Анна Некрасова — Хромой мальчик
- 1999 год — «Марсианские хроники» Рея Бредбери. Режиссёр: Алексей Бородин — Алиса.
- 1999 год — «Сон с продолжением» Сергея Михалкова. Режиссёры: Алексей Бородин, Михаил Кисляров
- 1999 год — «Незнайка-путешественник» Н. Носова. Режиссёр: Алексей Блохин — Снежинка
- 2001 год — «Лоренцаччо» Автор — Альфред де Мюссе. Режиссёр: Алексей Бородин — Луиза Строцци.
- 2002 год — «Эраст Фандорин» Автор: Б. Акунин. Режиссёр: Алексей Бородин. Роль — Лиза Эверт-Колокольцева
- 2003 год — «Таня» Алексея Арбузова. Режиссёр Александр Пономарёв — Дуся
- 2003 год — «Тень» Е. Л. Шварца. Режиссёр: Юрий Ерёмин — Аннунциата
- 2003 год — «Правила поведения в современном обществе» Просто лекция (моноспектакль) Ж.-Л. Лагарс. Режиссёр: Александр Назаров — Лектор
- 2004 год — «Волшебник изумрудного города» А. М. Волкова. Режиссёры: Алексей Блохин, Алексей Весёлкин — Элли
- 2004 год — «Идиот» Ф. М. Достоевского. Режиссёр: Режис Обадиа (Франция) — Аглая Епанчина
- 2004 год — «Forever» Аурни Ибсен (Исландия). Режиссёр: Райво Трасс — Сусанна
- 2005 год — «А зори здесь тихие…» Бориса Васильева. Режиссёр: А. С. Устюгов — Соня Гурвич
- 2007 год — «Берег Утопии» (Трилогия: «Путешествие» («Voyage»), «Кораблекрушение» («Shipwreck») и «Выброшенные на берег» («Salvage»)) Тома Стоппарда. Режиссёр: Алексей Бородин — Натали Беер, Натали Герцен, Мэри Сатерленд
- 2008 год — «Красное и Чёрное» Юрия Ерёмина (по роману Стендаля). Режиссёр: Юрий Ерёмин — Госпожа де Реналь
- 2009 год — «Под давлением 1-3» (ночной проект) Роланда Шиммельпфеннига. Режиссёр: Егор Перегудов — Ангелика
- 2009 год — «Почти взаправду» Тоон Теллеген. Режиссёр: Екатерина Половцева — Ласка, Бабочка
- 2010 год — «Алые паруса» А. Грина. Режиссёр: Алексей Бородин — Мэри
- 2010 год — «Ничья длится мгновение» Ицхокас Мерас. Режиссёр: Миндаугас Карбаускис — Рахиль Липман, Мария Блажевска, Она Климене
- 2010 год — «Доказательство» Дэвид Оберн. Режиссёр: Кшиштоф Занусси — Кэтрин
- 2010 год — «Чехов-гала» А. Чехов. Режиссёр: Алексей Бородин — Змеюкина
- 2012 год — «Скупой» Жан Батист Мольер. Режиссёр: Егор Перегудов — Фрозина, женщина на все руки.
- 2013 год — «Лада, или Радость» Т. Кибиров. Режиссёр: Марина Брусникина — Лада.
- 2014 год — «Нюрнберг» Эбби Манн. Режиссёр Алексей Бородин — Бертхольт
- 2015 год — «Кот стыда» Т.Сапурина, Ю.Тупикина, И.Васьковская. Режиссёр: Марина Брусникина
- 2017 год — «Эраст Фандорин» Борис Акунин. Режиссёр Алексей Бородин — Амалия Бежецкая
- 2017 год — «Хурьма» Наталья Слащева. Режиссёр Марина Брусникина — Саша
- 2019 год — «Проблема» Том Стоппард. Режиссёр Алексей Бородин — Урсула.
- 2021 год — «Деревня и Я» Элина Петрова. Режиссёр Дмитрий Крестьянкин — Лера, Саша, Вика, Настя, Лера

Спектакли в других театрах
- 2002 год — «Русский праздник» по рассказам И. Бунина. Режиссёр: Александр Назаров — Поличка («Театральная мастерская Тараторкина»)
- «Откровения князя Касатского» по повести Л. Толстого «Отец Сергий». Режиссёр — Александр Назаров — Поленька («Театральная мастерская Тараторкина»).
- 2002 год — «Арабская ночь» Роланд Шиммельпфеннинг. Режиссёр: Александр Назаров — Фатима («Театральная мастерская Тараторкина» в рамках фестиваля «NET-2002»)
- 2002 год — «Любовь на тёмной улице» Ирвина Шоу. Режиссёр: Сергей Пикалов — Муму Банари-Коинталь (Театральная студия Высшей школы экономики)
- 2005 год — «Три сестры» А. П. Чехова. Режиссёр: Деклан Доннеллан (Declan Donnellan) — Ирина («Ле Жемо» (Франция) в рамках Международного Чеховского фестиваля)
- 2007 год — «Самое дорогое — бесплатно» Юкио Мисима. Режиссёр: Юрий Ерёмин — Кадзуко («Интер Концерт Продакшн»)
- 2008 год — «Старший сын» А. Вампилова. Режиссёр: Сергей Надточев — Нина («Добрый театр»)
- 2009 год — «Жених с того света» комедия дель арте по мотивам пьесы Карло Гольдони «Слуга двух господ». Режиссёр: Алексей Кирющенко — Беатриче (Театральная компания «Т-ATRE»)
- 2010 год — «Все мои сыновья» Артур Миллер. Режиссёр: Кшиштоф Занусси — Энн Дивер («Общенациональная программа „В кругу семьи“»)
- 2011 год — «Ханума» Авксентий Цагарели. Режиссёр: Андро Енукидзе — Ханума («Театр Миллениум»)
- 2012 год — «Пляски» А.Стриндберг. Режиссёр: Владимир Агеев — Алис («Театр Модернъ»)
- 2013 год — «Сосед на неделю, не больше» Мишель Клемон. Режиссёр: Валерий Гаркалин — Софи (Театральное агентство «Арт-Партнёр XXI»)
- 2015 год — «Загадочное ночное убийство собаки» Саймон Стивенс. Режиссёр: Егор Перегудов — Джуди, мать Кристофера («Московский театр Современник»)
- 2018 год — «Срочно выйду замуж» В. А. Вебер по мотивам рассказа Сэма Бобрика «Выдать Джанет замуж». Режиссёр: Д.Петрунь — Джанет (Продюсерская компания «КАДР ПЛЮС».
- 2019 год — «Иранская конференция» Иван Вырыпаев. Режиссёр: Виктор Рыжаков — Ширин Ширази («Театр Наций»).
- 2022 год — «Сказки Пушкина». Режиссёр: Рузанна Мовсесян — Конферансье ("Пространство «Внутри»).

## Признание и награды
- «Грант Никиты Михалкова» — ВГИК, Москва, 1998 год.
- «За лучшую актёрскую работу» — Международный кинофестиваль, Милан, 2000 год. (Фильм «Полетели»)
- «За лучшую женскую роль» — Международный фестиваль ВГИК, Москва, 1999 год. (Фильм «Полетели»)
- «Премия за успехи в учёбе от Фонда Ролана Быкова» — ВГИК, Москва, 2000 год.
- «Премия „За вклад в развитие киноискусства“ от Фонда Бондарчука» — ВГИК, Москва, 2001 год.
- Лауреат двух чтецких конкурсов: Конкурса чтецов им. Якова Смоленского (училище им. Щукина) и Всероссийского студенческого конкурса чтецов им. В. Н. Яхонтова (Санкт-Петербург) за чтецкую программу по роману Нодара Думбадзе «Закон вечности», 2001 год.
- «Премия за успехи в учёбе от Киноцентра» — ВГИК, Москва, 2000—2001 годы.
- Премия за лучшую женскую роль на Международном фестивале «Радуга» — (моноспектакль «Правила поведения в современном обществе») 2004 год[9].
- Номинация за лучшую женскую роль на театральную премию «Золотая Маска» — (моноспектакль «Правила поведения в современном обществе») 2005 год.
- Номинация «Обольстительная женщина» «на театральную премию Чайка» — (за роль Натали Герцен в спектакле «Кораблекрушение» второй части трилогии «Берег Утопии») 2007 год.
- Зрительская премия «ЖЖивой театр» в категории «Лучшая женская роль» — (за роль Натали Беер в спектакле «Путешествие» первой части трилогии «Берег Утопии») 2008 год.
- Театральная премия МК «за лучшую женскую роль» в категории полумэтры — (за роль Натали Герцен в спектакле «Кораблекрушение» второй части трилогии «Берег Утопии») 2008 год.
- Почётный диплом Российского союза правообладателей (РСП) «За вклад в российский кинематограф и театральное искусство» и грант Национального фонда поддержки правообладателей, учреждённого РАО и РСП, проекту «Наивно? Очень» 2011 год.
- Медаль Федеральной службы судебных приставов «За заслуги» за создание положительного образа судебного пристава в сериале «Бывшая жена» 2013 год.
- Премия Правительства Российской Федерации в области культуры (17 декабря 2015 года) — за создание спектакля «Лада, или Радость» по повести Тимура Кибирова[15].
- Почётная грамота Президента Российской Федерации (29 июня 2018 года) — за заслуги в развитии отечественной культуры и искусства, многолетнюю плодотворную деятельность[16].
- Премия «Звезда театрала»."Лучшим социальным проектом" назван «Наивно? Очень», 2015 год[17]
- Победитель «Не наивное Дело» в рамках премии TREND PEOPLE AWARDS 2021 от журнала TRENDSPEOPLE[18]